# John Kinsella (Komponist)
John Kinsella (* 8. April 1932 in Dublin; † 9. November 2021 ebenda) war ein irischer Komponist.

## Leben und Werk
John Kinsella studierte ab 1948 zunächst Geige, von 1953 bis 1957 dann Bratsche am Dublin College of Music. Nach Tätigkeiten als Programmierer arbeitete er ab 1968 bei der Irischen Rundfunkgesellschaft RTÉ und übernahm 1983 die Leitung der Musikabteilung. Von dieser Position trat er 1988 zurück, um sich ganz der Komposition widmen zu können. Kinsella war auch als Berater der irischen Regierung in musikalischen Fragen und im Leitungsgremium der National Concert Hall, Dublin, tätig.
John Kinsella war als Komponist Autodidakt. 1969 nahm er am Dublin Festival of 20th-Century Music teil. 1981 gehörte er zu den Gründungsmitgliedern von Aosdána. 1979 gewann Kinsella mit dem Marten Toonder Award einen der renommiertesten Kompositionspreise Irlands. Kompositorisch orientierte er sich zunächst am Serialismus, wandte sich aber um 1980 von avantgardistischen Strömungen zugunsten einer leichter zugänglichen Tonsprache ab. Seit 1984 entstanden 11 Sinfonien (die 10. wurde 2012 uraufgeführt, die 11. folgte 2019), außerdem schuf er insbesondere weitere Instrumentalmusik, darunter fünf Streichquartette und zwei Violinkonzerte. 1973 entstand A Selected Life für Tenor, Sprecher, Chor und Orchester auf Texte seines Bruders Thomas Kinsella. Mehrere von Kinsellas Werken wurden auf Tonträger eingespielt, etwa bei den Labels Chandos und Naxos.
2019 wurde er mit dem National Hall Lifetime Award ausgezeichnet.